# Rantau Minyak
Rantau Minyak is een bestuurslaag in het regentschap Lampung Selatan van de provincie Lampung, Indonesië. Rantau Minyak telt 1610 inwoners (volkstelling 2010).